# 폴리크라테스 (에페소스)
폴리크라테스는 약 4세기 에페소스의 동방교회 주교이다.
부활절 축제일 지정 문제로 로마교회와 의견 대립을 일으킨 것으로 보편적 교회 역사에 이름을 남겼다. (→ 그레고리력).